# رایشاخ
رایشاخ (به آلمانی: Reischach) یک شهر در آلمان است که در بایرن واقع شده‌است.

## خصوصیات
رایشاخ ۲۸٫۴۶ کیلومترمربع مساحت دارد ۴۱۲ متر بالاتر از سطح دریا واقع شده‌است.